# Xerophrynus machadoi
Xerophrynus machadoi är en spindeldjursart som beskrevs av Peter Weygoldt 1996. Xerophrynus machadoi ingår i släktet Xerophrynus och familjen Phrynichidae. Inga underarter finns listade i Catalogue of Life.